# Plagiosauroidea
Plagiosauroidea es un clado extinto de temnospóndilos que vivieron desde comienzos hasta finales del período Triásico. El clado está compuesto por los grupos Plagiosauridae y Laidleriidae.